# Elektrownia jądrowa Three Mile Island
Elektrownia Three Mile Island – amerykańska cywilna elektrownia jądrowa położona na sztucznej wyspie, o tej samej nazwie, na rzece Susquehanna, koło Harrisburga, w stanie Pensylwania. Pierwotnie pracowały w niej dwa reaktory wodne ciśnieniowe (PWR), oznaczone jako TMI-1 i TMI-2, jednak po wypadku w 1979 r., częściowo stopiony rdzeń reaktora jądrowego TMI-2 został usunięty z terenu elektrowni.

## Właściciele i zarządcy elektrowni
Elektrownię zbudowała General Public Utilities Corporation, później GPU Inc., a zarządzała nią Metropolitan Edison Company (Met-Ed), firma zależna od GPU. Po wypadku w reaktorze TMI-2, właścicielem i zarządcą zakładu została nowa firma zależna od GPU Inc., GPU Nuclear (GPUN). GPUN użytkował reaktor nr 1 do 1998, kiedy to odsprzedano elektrownię firmie AmerGen Energy Corporation, spółkę joint venture firm Philadelphia Electric Company Energy Inc. (PECO Energy) i British Energy Group Plc. Udziały PECO w AmerGen stały się własnością Exelon Corporation w roku 2000 po tym, jak PECO połączyło się z Unicom Corporation. Exelon wykupił udziały British Energy w 2003, po czym przekazał własność i zarząd nad elektrownią do swojego oddziału zajmującego się energetyką jądrową, Exelon Nuclear.
Uszkodzony i nieczynny reaktor nr 2 pozostał własnością GPU do roku 2001, wtedy to GPU zostało wchłonięte przez First Energy Corporation. First Energy pozostaje właścicielem TMI-2, ale utrzymanie i obsługę nieczynnego bloku zlecał właścicielom pozostałej części elektrowni, firmie AmerGen Energy, w latach 2001–2003, i Exelon Nuclear, od roku 2003.

## Bloki energetyczne
| Nr bloku                | Blok 1           | Blok 2           |
| ----------------------- | ---------------- | ---------------- |
| Typ                     | PWR              | PWR              |
| Dostawca                | Babcock & Wilcox | Babcock & Wilcox |
| Status                  | wyłączony        | wyłączony        |
| Data rozpoczęcia budowy | 15 maja 1968     | 1 listopada 1969 |
| Data włączenia do sieci | 2 września 1974  | 30 grudnia 1978  |
| Data wyłączenia         | 19 września 2019 | 28 marca 1979    |
| Moc elektryczna netto   | 805 MW           | 880 MW           |
| Moc elektryczna brutto  | 837 MW           | 959 MW           |

### Reaktor nr 1
TMI-1 jest ciśnieniowym reaktorem wodnym o mocy 850 MW (pierwotnie 816 MW), wyprodukowanym przez Babcock & Wilcox. Do sieci został włączony 19 kwietnia 1974. Oryginalnie posiadał licencje na pracę przez 40 lat (do 19 kwietnia 2014), którą w 2009 r. przedłużono o kolejne 20 lat, do 19 kwietnia 2034. Podczas wypadku w TMI-2, reaktor nr 1 był wyłączony na czas załadunku nowego paliwa. Wrócił do pracy dopiero w październiku 1985, po serii komplikacji natury technicznej i prawnej.
2 listopada 2006, o godz. 13:35 EST, doszło do automatycznego wyłączenia się reaktora. Automaty wyłączyły reaktor po napłynięciu nieoczekiwanych danych z wadliwego urządzenia monitorującego reaktor. Jeden z pracowników elektrowni został ranny, w wyniku próby panicznej ucieczki z terenu elektrowni.
19 września 2019 roku operator elektrowni, firma Exelon Generation ogłosiła rozpoczęcie procesu wygaszania reaktora nr 1.

### Reaktor nr 2

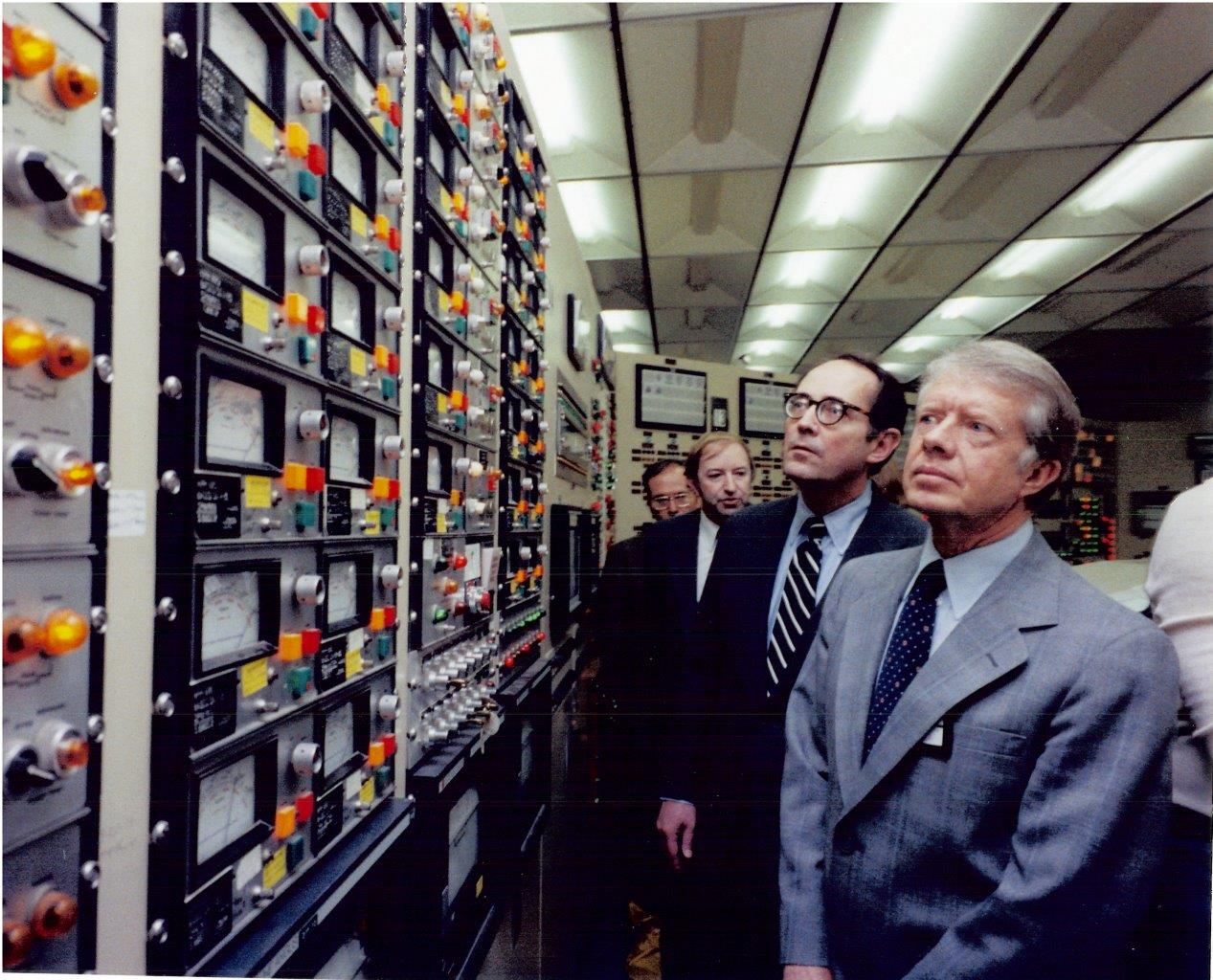
Prezydent Carter wizytuje elektrownię kilka dni po wypadku, 1979

TMI-2, bliźniaczy do TMI-1, do sieci został włączony w grudniu 1978. Pracował zaledwie 90 dni, gdy w marcu 1979, w wyniku największej w USA katastrofy w cywilnej elektrowni jądrowej, doszło do jego częściowego stopienia.